# 石垣氏
石垣氏（いしがきし）は、南北朝時代から戦国時代にかけての武家。

## 概要
『両畠山系図』によると、石垣氏の祖は畠山義深の子で畠山基国の弟の石垣満国（左京大夫）であるとされる。満国からは左京大夫持秋-七郎教重と続いた。その後畠山尚順の三男である石垣政氏が跡を継いだものの、尚順の次男・畠山長経がこれを殺害し石垣氏の家督を継承したとされる。ただし、一次史料上に持秋や教重の名前は見えない。
一次史料に見える石垣氏は、
- 『大乗院寺社雑事記』長禄2年（1458年）6月8日条に見える「畠山弥三郎方ノ石カキ」
- 『親元日記』文明10年（1478年）7月の交名帳に見える石垣畠山又次郎
- 延徳3年（1491年）の歓喜寺八幡摂社十二所権現の棟札に記された畠山左京大夫
- 『座右抄』巻四の義稙御教書の写しに見える畠山左京大夫
- 明応5年（1496年）の白岩丹生神社造営棟札写しに見える寅千代丸
- 『拾芥記』明応9年（1500年）9月15日条に見える「尾張守（畠山尚順）舎弟石垣」

がいる。このうち石垣畠山又次郎と畠山左京大夫、寅千代丸と舎弟石垣は同一人物であると考えられる。
『古今采輯』の系図で「石垣元祖」と記される畠山長経は、前述の通り石垣政久を殺害し石垣氏を継承したとされるものの、一次史料では確認できない。『足利季世記』では、長経は天文3年（1533年）に家督を継承したとされ、同年8月16日には畠山左京大夫宛ての御内書が足利義晴より発給されている。なお、長経という名前も一次史料では確認できない。
『古今采輯』の系図では長経の子に安鶴・岩鶴という子がいたものの、2人とも早世したとされる。安鶴・岩鶴の後継者として卜山の子・細川和泉守が、和泉守の子に細川刑部大輔が、刑部大輔の後継者には湯川直光がおり、直光の子には石垣某がいる。
『寛政重修諸家譜』によると、畠山勝政（尚順）の子・畠山永澄が石垣・神保を称したとされる。